# I. Königlich Bayerisches Armee-Korps
Das I. Armee-Korps war ein Großverband und zugleich eine territoriale Kommandobehörde der Bayerischen Armee.

## Unterstellung
Wie alle bayerischen Heeresverbände war das Korps zu Beginn des Ersten Weltkrieges der IV. Armee-Inspektion unterstellt.

### Friedensgliederung 1914
- 1. Division in München
- 2. Division in Augsburg
- 1. Train-Abteilung München
- Landwehr-Inspektion München
- Stadtkommandantur München

#### Generalkommando
- Kommandierender General: General der Infanterie Oskar von Xylander
- Chef des Generalstabes: Oberst Karl von Nagel zu Aichberg
- Generalstab:
  - Major Hans Hemmer
  - Hauptmann Wilhelm Leeb
  - Hauptmann Otto von Berchem

### Kriegsgliederung vom 2. August 1914
- 1. Infanterie-Division
- 2. Infanterie-Division
- Korpstruppen bestehend aus II. Bataillon des 1. Fußartillerie-Regiments (5.–8. Batterie schwere Feldhaubitzen, leichte Munitionskolonne) aus 1. Fußartillerie-Regiment „vakant Bothmer“, Feldfliegerabteilung 1, Fernsprechabteilung 1, Scheinwerferzug des 1. Pionierbataillons sowie Korps-Brückentrain 1.
- Munitionskolonnen und Trains

#### Stellenbesetzung
- Kommandierender General: General der Infanterie Oskar von Xylander
- Chef des Generalstabes:
  - Oberst Karl von Nagel zu Aichberg
- Generalstab:
  - Major Hans Hemmer
  - Hauptmann Wilhelm Leeb
  - Hauptmann Otto von Berchem
  - Hauptmann Karl Deuringer
- Kommandeur der Pioniere:
  - Major Georg Vogl
- Korpsarzt:
  - Karl von Seydel

## Geschichte
Bereits in der Rheinbundzeit war das bayerische Heer in zwei Korps gegliedert, die jedoch aufgrund ihrer Größe von Napoleon nur als Divisionen in das 6. Korps der Grande Armée eingegliedert wurden. Der Großverband wurde ursprünglich am 7. November 1815 als Generalkommando München errichtet, jedoch am 1. Juni 1822 wieder aufgelöst. Vom 20. November 1848 bis 1. September 1855 bestand es als I. Armee-Korps, bevor das Generalkommando München im Zuge der Heeresreform am 1. Februar 1869 neu errichtet wurde. Es umfasste den südlichen Teil des rechtsrheinischen Bayern. Nach der Bildung des III. Armee-Korps 1900 umfasste der Korpsbezirk noch den größten Teil Oberbayerns und Niederbayerns und Schwaben.

### Deutsch-Französischer Krieg

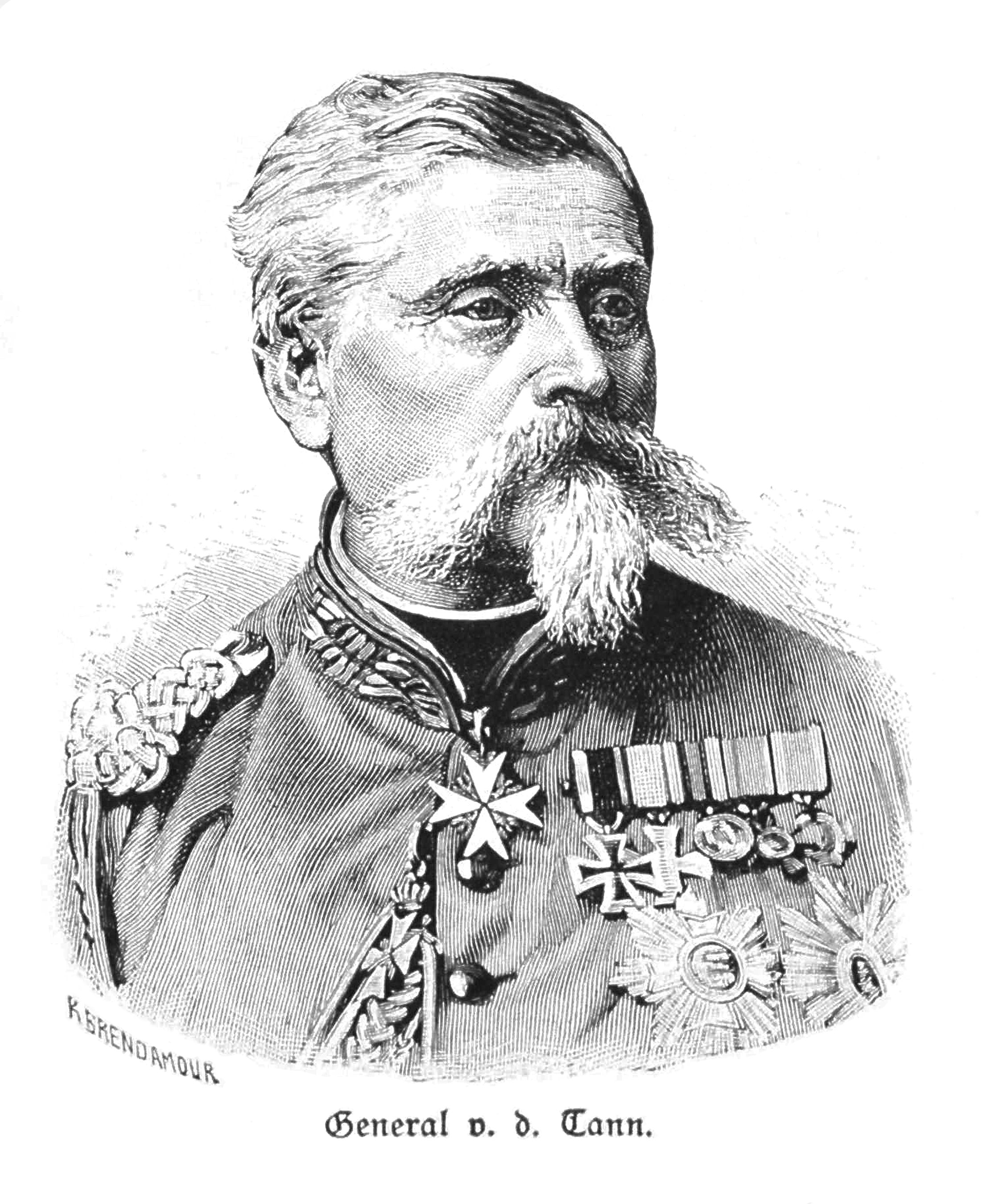
Ludwig von der Tann-Rathsamhausen

Das Korps nahm unter General von der Tann am Deutsch-Französischen Krieg teil. Es stand im Verband der 3. Armee des Kronprinzen von Preußen und griff am 6. August 1870 zusammen mit Bayerischen II. Armee-Korps in die Schlacht bei Wörth ein. Am 30. August kämpfte das Korps in der Schlacht bei Beaumont. Das französische 5. Korps unter General Failly befand sich dabei in der Zange zwischen dem IV. Korps als linkem Flügel der Maasarmee von Prinz Albert von Sachsen und dem Bayerischen I. Korps als rechtem Flügel der 3. Armee des Kronprinzen von Preußen. Die Bayern rechneten mit der gesamten französischen Armee und hatten daher intensive Aufklärung betrieben. Noch während sich die Franzosen zu einem Gegenangriff sammelten, formierte sich die 2. Division unter Generalleutnant Pappenheim zum erfolgreichen Angriff. Auf deutscher Seite griff auch die gesamte Artillerie des IV. Korps ein, die im weiteren Verlauf noch von Teilen der Artillerie des XII. (I. Königlich Sächsisches) Armee-Korps Unterstützung erhielten. Unter diesem Druck musste das Korps unter Failly auf Mouzon über die Maas zurückgehen.
Bei der entscheidenden Schlacht bei Sedan befahl General von der Tann am Morgen des 1. September den Angriff auf den Vorort Bazeilles. Während des Angriffs im schlechten Licht des grauenden Morgens erlitten die bayerischen Einheiten in den Häuserkämpfen in kurzer Zeit hohe Verluste. Die Truppen mussten im Laufe des Vormittags immer weiter verstärkt werden, so dass schon um 9 Uhr die gesamte 1. Division unter Generalleutnant Stephan und Teile der 2. Division im Kampf um Bazeilles standen. Um 11 Uhr begannen die Franzosen, sich nach wechselvollen Kämpfen zurückzuziehen. Diese Entscheidungen fiel, als der nördlich zwischen Bazeilles und Sedan gelegene Ort Balan von den Franzosen nicht länger gegen das preußische IV. Armee-Korps unter General Alvensleben gehalten werden konnte. Es war die Aufgabe des Bayerischen Korps, den Abtransport der Gefangenen aus Sedan sicherzustellen und die Kriegsbeute abzutransportieren.
Anschließend erfolgte die Verlegung des Korps in den Raum an die Loire, um die Belagerungsarmee von Paris abzuschirmen. Im Raum Orléans sammelten sich zu dieser Zeit neu aufgestellte Französische Korps. Als Verstärkung wurden dem Korps „von der Tann“ hierfür die 22. Division, die 17. Division und zwei Kavalleriedivisionen zur Verfügung gestellt. Nach dem Gefecht bei Artenay am 10. Oktober konnte Orléans am folgenden Tag besetzt werden. Die Verstärkungstruppen wurden jedoch bald darauf für andere Aufgaben abgezogen, so dass das Bayerische I. Armee-Korps die ersten Kämpfe mit der Loirearmee alleine bestreiten musste. Nach der Niederlage gegen die französische Armee Chanzy in der Schlacht bei Coulmiers mussten die Bayern auf Artenay zurückgehen, Orléans ging dabei am 9. November wieder verloren.
Das Korps trat am 12. November zusammen mit der 22. Division unter Führung einer neu gebildeten Armeeabteilung unter dem Oberbefehl von Friedrich Franz II. von Mecklenburg-Schwerin. In der Zeit von Oktober bis Ende Dezember 1870 war das Korps ohne Unterbrechung im Einsatz, davon seit Anfang November fast pausenlos in Gefechte (Villepion, Loigny, Orléans, Beaugency) mit einem meist deutlich zahlenmäßig überlegenen Gegner verwickelt. Die Verluste betrugen alleine im Dezember 5.600 Mann. Eine geplante Rücknahme zur Belagerungsarmee von Paris musste mehrfach verschoben werden, da auf die Bayern nicht verzichtet werden konnte.

### Erster Weltkrieg

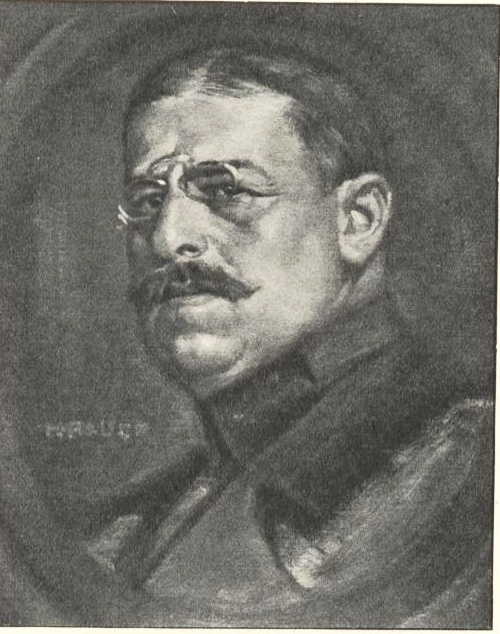
Oskar von Xylander

Mit Beginn des Ersten Weltkriegs im August 1914 war das Korps der 6. Armee unter Kronprinz Rupprecht unterstellt. Sein Aufmarsch- und Bereitstellungsraum in Lothringen lag westlich von Saarburg. Nachdem die 7. Armee (linker Nachbar des I. Armee-Korps) durch starke französische Angriffe in Bedrängnis geriet, befahl Kronprinz Rupprecht dem Korps, umgehend zur Entlastung Heeringens mit allen verfügbaren Truppenteilen im Verein mit dem XXI. Armee-Korps einen südlichen Flankenstoß in Richtung auf Saint-Dié zu führen. Dabei war das Korps noch nicht einmal mit allen Teilen einsatzbereit; so war erst die Hälfte der Truppen ausgeladen und es fehlten die Kolonnen für den Nachschub von Munition und Verpflegung. Am 10. August 1914 ging das Korps über die Grenze, die 2. bayerische Division des Generalleutnant von Hetzel stand bereits vor Badonviller. Nach einem Tag Ruhe setzte das Korps seinen Angriff fort und konnte Badonviller nehmen. Aufgrund überlegener französischer Kräfte wurde das Korps am 12. August jedoch wieder auf Saarburg zurückgenommen. Am 16. August 1914 erreichte es Saarburg und bildete vorerst die Reserve der 6. Armee.

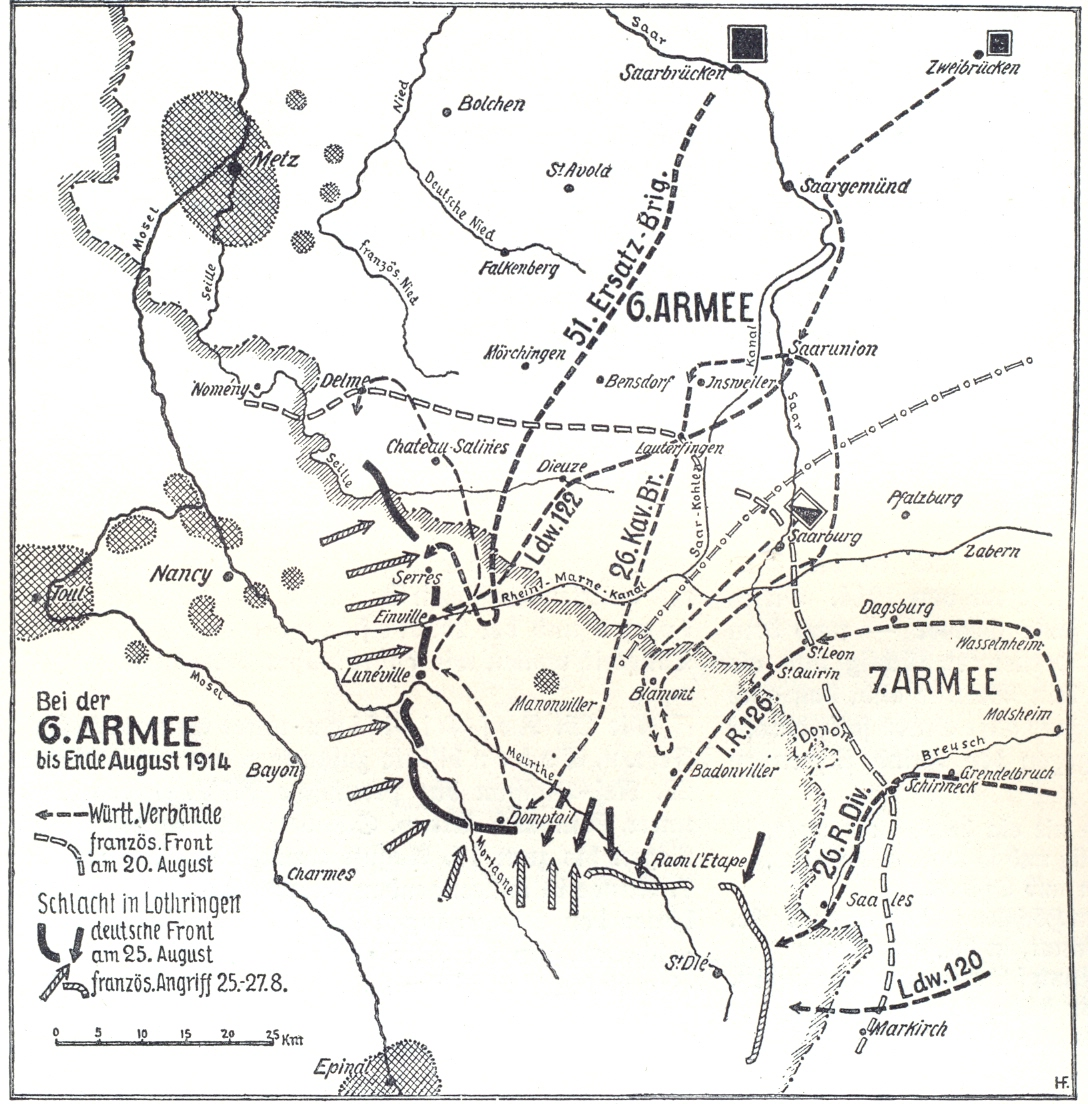
Schlacht in Lothringen

Während der Schlacht in Lothringen am 20. August 1914 war das I. bayerische Armee-Korps als nördlicher Flügel der 7. Armee unterstellt und trat wieder bei Saarburg mit Stoßrichtung Süden gemeinsam mit dem XIV. Armee-Korps zum Angriff gegen das VIII. und XIII. französische Armeekorps (1. französische Armee) an. Dem Korps gelang es bis zum Abend zwischen Heming-Herzing den Rhein-Marne-Kanal zu erreichen. Am 21. August gingen die Truppen Dubails zurück, die Höhen südwestlich Lörchingen fielen den Bayern in die Hände der weitere Vorstoß erfolgte über Foulcrey und St. Georges. Am 25. August drang das Korps noch bei Baccarat über die Meurthe dann geboten französische Gegenangriffe den Deutschen Halt.
Infolge des Wettlaufes zum Meer wurde das I. bayerische ab 10. September und das XXI. Armee-Korps ab 22. September aus Lothringen in die Picardie verlegt und trafen rechtzeitig zur Abwehr französischer Umfassungsangriffe im Raum südlich Peronne ein. In der zweiten Septemberhälfte 1914 wurde hier die neue 6. Armee aufgestellt, so dass das I. Armeekorps wieder unter ihrem Kronprinzen Rupprecht dienen konnte. Am 23. September 1914 mussten trotz verzögerten Eintreffens des Korps notwendige Gegenangriffe bei Péronne geführt werden. Tags darauf überschritten Truppenteile die Somme, mussten jedoch den Angriff abbrechen und überlegene französische Kräfte abwehren. Die rasch herangeführte 3. Bayerische Infanterie-Division brachte am 26. September 1914 Entlastung, aber der Angriff des I. Armee-Korps blieb auf den Vimy-Höhen vor Arras liegen. Das Korps grub sich nach der Verlegung des AOK 6 nach Lille bei Péronne ein und verharrte dort für ein Jahr bei der jetzt dort führenden 2. Armee im Stellungskrieg.
Im Oktober 1915 verlegte das Korps in den Raum Arras und kam wieder unter Führung der 6. Armee. Am 11. Oktober 1915 unternahmen zwei französischen Armeekorps im Rahmen der Herbstschlacht bei La Bassée und Arras (23. September bis 13. Oktober 1915) den Versuch, die unterstellte 2. Bayerische Infanterie-Division (Generalleutnant Bernhard von Hartz) im Abschnitt Givenchy bis Thélus zu zerschlagen. Doch brach der französische Angriff schon vor den bayerischen Stellungen zusammen, die wenigen in die Gräben eingedrungenen Franzosen wurden in den Gräben niedergekämpft.
In der Schlacht um Verdun im Jahre 1916 riegelte das Korps am 22. Mai 1916 einen Einbruch französischer Kräfte bei Douaumont ab und konnte durch schneidigen Gegenangriff die alten Stellungen wieder zurückerobern. Bis zum 23. Juni 1916 hatte das Korps schon 5.000 Mann verloren und musste verstärkt werden. Trotz Zusammenfassung aller verfügbaren Kräfte blieb der anschließende Angriff des Armeekorps auf Fleury und die Wabengräben am 1. Juli 1916 im Feuer der französischen Verteidiger liegen. An dem nochmaligen Versuch, dort die Initiative an sich zu reißen, nahm das Korps nicht mehr teil. Am 2. September 1916 wurde das Korps aus der Front herausgelöst. Bis dahin hatte es im Jahr 1916 367 Offiziere und ca. 15.000 Mann verloren.
Mitte Juli 1918 trat das Korps zur Angriffsschlacht in der Champagne an. Es wurde am 23. Juli 1918 nach Courville und Crugny verlegt. Dabei hatte das Armeekorps nach Aufreibung der 14. Infanterie-Division den breiten Einbruch abzuriegeln. Ende August 1918 setzte sich das Korps kämpfend ausweichend hinter die Somme ab.

## Kommandierender General
| Dienstgrad                   | Name                              | Datum                                                     |
| ---------------------------- | --------------------------------- | --------------------------------------------------------- |
| General der Infanterie       | Ludwig von der Tann-Rathsamhausen | 08. Januar 1869 bis 26. April 1881                        |
| General der Infanterie       | Karl von Horn                     | 27. April 1881 bis 2. März 1887                           |
| General der Infanterie       | Leopold von Bayern                | 03. März 1887 bis 26. Juni 1892                           |
| Generaloberst der Infanterie | Arnulf von Bayern                 | 27. Juni 1892 bis 18. April 1906                          |
| Generaloberst der Infanterie | Rupprecht von Bayern              | 19. April 1906 bis 26. März 1913                          |
| General der Infanterie       | Oskar von Xylander                | 27. März 1913 bis 19. Juni 1918                           |
| Generalleutnant              | Nikolaus von Endres               | 23. Juni 1918 bis Kriegsende (mit der Führung beauftragt) |